# Sand (Vet)
Der Sand (englisch: Sand River, afrikaans: Sandrivier) ist ein Fluss in der südafrikanischen Provinz Freistaat. Er ist ein Nebenfluss des Vet, der ein Nebenfluss des Vaal ist, der wiederum in den Oranje mündet.

## Verlauf
Der Sand entspringt nordwestlich von Ficksburg in den Wittebergen unweit der Grenze zu Lesotho. Von da fließt er nordwärts, um nach dem Zusammenfluss mit dem Sandspruit nördlich von Senekal westwärts zu fließen. Er durchfließt den 1960 geschaffenen, 265 km² großen Stausee Allemanskraal Dam Reservoir sowie die Stadt Virginia und mündet schließlich südwestlich von Welkom und östlich von Tierfontein in den Vet.

## Hydrometrie
Die Abflussmenge des Sand River wurde am Pegel Bloudrif, bei dem größten Teil des Einzugsgebietes, über die Jahre 1995 bis 2020 in m³/s gemessen.

## Historische Bedeutung
Am 17. Januar 1852 fand am Sand rund 15 Kilometer südlich von Ventersburg die Sand River Convention statt. Dabei einigten sich Buren und Briten darauf, dass die Orange River Sovereignty, ein Gebiet zwischen Orange und Vaal und Vorläufer des Oranje-Freistaates, britisch blieb, die burischen Gebiete nördlich des Vaal von den Briten respektiert würden und die Sklaverei in den burischen Gebieten abgeschafft würde. Ein Denkmal in der Nähe der Brücke der heutigen N1 über den Sand erinnert daran.
1988 trat der Sand in Virginia über die Ufer und überschwemmte große Teile der Stadt.